# 13 juin en sport
13 mai 13 juillet
Chronologies thématiques
- Croisades
- Ferroviaires
- Disney

Le 13 juin (164e jour de l'année ou 165e en cas d'année bissextile) en sport.

## Événements

### XXesièclede1901à1950
- 1926 :
  - (Sport automobile) : victoire de Robert Bloch et André Rossignol aux 24 Heures du Mans.
- 1931 :
  - (Sport automobile) : départ de la neuvième édition des 24 Heures du Mans.
- 1937 :
  - (Sport automobile) : victoire de Bernd Rosemeyer dans la course de l'Eifelrennen 1937.

### XXesièclede1951à2000
- 1953 :
  - (Sport automobile) : départ de la vingt et unième édition des 24 Heures du Mans.
- 1954 :
  - (Sport automobile) : victoire de José Froilán González et Maurice Trintignant aux 24 Heures du Mans.
- 1964 :
  - (Athlétisme) : Fred Hansen porte le record du monde du saut à la perche à 5,23 mètres.
- 1965 :
  - (Formule 1) : Grand Prix automobile de Belgique.
- 1970 :
  - (Sport automobile) : départ de la trente-huitième édition des 24 Heures du Mans.
- 1971 :
  - (Sport automobile) : victoire de Helmut Marko et Gijs van Lennep aux 24 Heures du Mans.
- 1976 :
  - (Formule 1) : Grand Prix automobile de Suède.
  - (Sport automobile) : victoire de Jacky Ickx et Gijs van Lennep aux 24 Heures du Mans.
- 1981 :
  - (Sport automobile) : départ de la quarante-neuvième édition des 24 Heures du Mans.
- 1982 :
  - (Formule 1) : Grand Prix automobile du Canada.
- 1987 :
  - (Handball) : victoire en finale de la Coupe de France féminine du Stade français sur le score de 21-19 face à l'ASPTT Metz.
  - (Sport automobile) : départ de la cinquante-cinquième édition des 24 Heures du Mans.
- 1992 :
  - (Athlétisme) : Sergueï Bubka porte le record du monde du saut à la perche à 6,11 mètres.
- 1993
  - (Formule 1) : Grand Prix automobile du Canada.
  - (Cyclisme) : l’Espagnol Miguel Indurain remporte le Tour d'Italie.
- 1996 :
  - (Basket-ball) : les Chicago Bulls de Michael Jordan remportent le titre NBA face au Seattle Supersonics par 4 à 2 après avoir conclu la saison par un record de 72-10 (record historique en NBA).
- 1997 :
  - (Basket-ball) : les Chicago Bulls remportent le titre NBA face au Utah Jazz par 4 à 2.
- 1998 :
  - (Rugby à XV) : Steve Walsh arbitre son premier match international : il s'agit de France-Argentine.
- 1999 :
  - (Formule 1) : Grand Prix automobile du Canada.

### XXIesiècle
- 2004 :
  - (Football) : à Lisbonne (Portugal), en match comptant pour le groupe B de la phase finale de l'Euro 2004, l'équipe de France bat l'Angleterre 2-1 et termine en tête du groupe, se qualifiant pour les 1/4 de finale.
  - (Formule 1) : Grand Prix automobile du Canada.
- 2007 :
  - (Natation) : à Barcelone, lors de la 2e étape du Mare Nostrum, Therese Alshammar bat le record du monde du 50 m papillon, le portant à 25 s 46.
- 2009 :
  - (Rugby à XV) : à Dunedin, lors de leur premier test-match le XV de France bat la Nouvelle-Zélande 27-22.
  - (Sport automobile) : départ de la soixante-dix-septième édition des 24 Heures du Mans.
- 2010 :
  - (Formule 1) : Grand Prix du Canada.
- 2015 :
  - (Compétition automobile /Endurance) : départ de la 83e édition des 24 Heures du Mans à 15 heures.
  - (Rugby à XV /Championnat de France) : le Stade français remporte le Top 14 en battant Clermont lors d’une finale fermée (12-6).
- 2018 :
  - (Football /Mondial) : après trois échecs dont une surprise pleine de polémique face au Qatar pour le Mondial 2022, les États-Unis tiennent enfin leur Coupe du monde. Ce mercredi midi, lors du 68e Congrès de la FIFA à Moscou, la candidature américaine composée des États-Unis, du Mexique et du Canada est désignée pour organiser le Mondial 2026, le premier à 48 équipes, aux dépens de la candidature marocaine, avec 134 à 65 voix. Déjà candidat en 1998, 2006 et 2010 pour accueillir l’événement, le Maroc essuie un quatrième échec[1].
- 2019 :
  - (Basket-ball /Playoffs NBA) : c'est historique, dans les Playoffs NBA 2019, les Canadiens de Toronto s’impose sur le parquet de Golden State doubles tenants du titre au terme d’un incroyable thriller (110-112), et soulève le trophée Larry O'Brien pour la première fois[2].
- 2021 :
  - (Cyclisme sur route /Tour de Suisse) : sur la 84e édition du Tour de Suisse, victoire de l'Équatorien Richard Carapaz.
  - (Football /Copa América) : début de la 47e édition de la Copa América qui se déroule jusqu'au 10 juillet 2021 au Brésil et réunit les dix nations sud-américaines. Prévue du 12 juin au 12 juillet 2020, la compétition est repoussée d'un an, à l'été 2021, en raison de la pandémie de COVID-19.
  - (Hockey sur gazon /Euro féminine) : en finale du Championnat d'Europe féminin de hockey sur gazon, les Pays-Bas conservent leur titre en battant l'Allemagne 2-0.
  - (Judo /Mondiaux) : sur la 8e journée des championnats du monde de judo, par équipes mixte, victoire des Japonais : Soichi Hashimoto, Saki Niizoe, Kenta Nagasawa et Maya Akiba.
  - (Tennis /Grand Chelem) : en finale messieurs de Roland-Garros, le Serbe Novak Djokovic s'impose face au Grec Stéfanos Tsitsipás en cinq sets 6-7 [6], 2-6, 6-3, 6-2, 6-4. Le n° 1 mondial serbe remporte son 19e titre du Grand Chelem. Sur le double dames, ce sont les Tchèques Barbora Krejčíková et Kateřina Siniaková qui s'imposent.

## Naissances

### XIXesiècle
- 1875 :
  - Paul Neumann, nageur autrichien. Champion olympique du 500 m nage libre aux Jeux d'Athènes 1896. († 9 février 1932).
- 1894 :
  - Francis Pélissier, cycliste sur route français. Vainqueur des Bordeaux-Paris 1922 et 1924. († 22 février 1959).
- 1897 :
  - Paavo Nurmi, athlète de fond et de demi-fond finlandais. Champion olympique du 10 000 m, du cross individuel et du cross par équipes puis médaillé d'argent du 5 000 m aux Jeux d'Anvers 1920, champion olympique du 1 500 m, du 5 000 m, du cross individuel, du cross par équipes et du 3 000 m par équipes aux Jeux de Paris 1924 puis champion olympique du 10 000 m et médaillé d'argent du 5 000 m et du 3 000 m steeple aux Jeux d'Amsterdam 1928. Détenteur des records du monde du 1 500m du 19 juin 1924 au 11 septembre 1926, du 3 000m du 27 août 1922 au 7 juin 1925 et du 24 mai 1926 au 19 juin 1932, du 5 000m du 12 septembre 1922 au 19 juin 1932, du 10 000m du 22 juin 1921 au 25 mai 1924 et du 31 août 1924 au 18 juillet 1937. († 2 octobre 1973).

### XXesièclede1901à1950
- 1914 :
  - Constant Vanden Stock, footballeur puis entraîneur et ensuite dirigeant sportif belge. Sélectionneur de l'équipe de Belgique de 1958 à 1968. Président du RSC Anderlecht de 1968 à 1996. († 19 avril 2008).
- 1915 :
  - Donald Budge, joueur de tennis américain. Vainqueur des tournois de Wimbledon 1937 et 1938, des US Open 1937 et 1938, de l'Open d'Australie 1938, de Roland Garros 1938 et des Coupe Davis 1937 et 1938. († 26 janvier 2000).
- 1920 :
  - Kurt Weissenfels, footballeur puis entraîneur est-allemand puis allemand. († 13 janvier 1998).
- 1921 :
  - Lennart Strand, athlète de demi-fond suédois. Médaillé d'argent du 1 500 m aux Jeux de Londres 1948. Champion d'Europe d'athlétisme du 1 500 m 1946. († 23 janvier 2004).
- 1929 :
  - Harry Blanchard, pilote de courses automobile américain. († 31 janvier 1960).
  - Rob Slotemaker, pilote de courses automobile néerlandais. († 16 septembre 1979).
- 1931 :
  - Jean-Jacques Marcel, footballeur puis entraîneur français. (44 sélections en équipe de France). († 3 octobre 2014).
- 1932 :
  - Oreco, footballeur brésilien. Champion du monde de football 1958. (10 sélections en équipe nationale). († 3 avril 1985).
- 1934 :
  - Lucjan Brychczy, footballeur polonais. († 2 décembre 2024).
- 1936 :
  - Michel Jazy, athlète de demi-fond polonais puis français. Médaille d'argent du 1 500 m aux Jeux de Rome 1960. Champion d'Europe d'athlétisme du 1 500 m 1962 et champion d'Europe d'athlétisme du 5 000 m et médaillé d'argent du 1 500 m 1966. Auteur de 9 records du monde. († 1er février 2024).
- 1940 :
  - Hans-Dieter Dechent, pilote de courses automobile et homme d'affaires allemand. († 20 septembre 2014).
- 1947 :
  - Željko Franulović, joueur de tennis yougoslave puis croate.
- 1949 :
  - Thierry Sabine, pilote de rallyes automobile français, fondateur du Rallye Paris-Dakar et de l'Enduro du Touquet. († 14 janvier 1986).

### XXesièclede1951à2000
- 1952 :
  - Henry Boério, gymnaste puis entraîneur et dirigeant sportif français. Médaillé de bronze de la barre fixe aux Jeux de Montréal 1976. Médaillé de bronze des barres parallèles aux CE de gymnastique artistique 1979. Président de l'INSEP de 1994 à 1997.
- 1955 :
  - Alan Hansen, footballeur écossais. Vainqueur des Coupe des clubs champions 1978, 1981 et 1984. (26 sélections en équipe nationale).
  - Tony Knowles, joueur de snooker anglais.
  - Guy Lacombe, footballeur puis entraîneur français. Champion olympique aux Jeux de Los Angeles 1984.
- 1962 :
  - Jean-Pierre Amat, tireur puis entraîneur français. Champion olympique à la carabine 50 m 3 positions et médaillé de bronze à la carabine 10 m aux Jeux d'Atlanta 1996. Champion du monde de tir à la carabine 300 m 3 positions 1998.
  - Glenn Michibata, joueur de tennis canadien.
- 1963 :
  - Bettina Bunge, joueuse de tennis allemande.
- 1966 :
  - Naoki Hattori, pilote de courses automobile japonais.
- 1968 :
  - Peter DeBoer, hockeyeur sur glace puis entraîneur canadien.
- 1973 :
  - Tanner Foust, pilote de courses automobile américain.
  - Georgia Stevens, joueuse de rugby à XV anglaise. victorieuse du Grand Chelem 2003. (55 sélections en équipe nationale).
- 1974 :
  - Valeri Bure, hockeyeur sur glace russe.
- 1977 :
  - Romain Mesnil, athlète de sauts à la perche français. Médaillé d'argent aux Championnats du monde d'athlétisme 2007 et aux Championnats du monde d'athlétisme 2009. Médaillé d'argent aux Championnats d'Europe d'athlétisme 2006.
- 1978 :
  - Pródromos Nikolaïdis, basketteur greco-chypriote.
- 1980 :
  - Florent Malouda, footballeur français. Vainqueur de la Ligue des champions 2012. (80 sélections en Équipe de France de football).
- 1981 :
  - Radim Vrbata, hockeyeur sur glace tchèque. Champion du monde de hockey sur glace 2005.
- 1982 :
  - Kenenisa Bekele, athlète de fond éthiopien. Champion olympique du 10 000 m et médaillé d'argent du 5 000 m aux Jeux d'Athènes 2004 puis champion olympique du 5 000 et du 10 000 m aux Jeux de Pékin 2008. Champion du monde d'athlétisme du 10 000 m 2003, 2005, 2007 puis champion du monde d'athlétisme du 5 000 et 10 000 m 2009. Champion du monde de cross-country en individuel 2002, 2003, 2006 et 2008, champion du monde de cross-country en individuel et par équipes 2004, 2005. Champion d'Afrique d'athlétisme du 5 000 m 2006 et 2008. Vainqueur du Marathon de Berlin 2016. Détenteur du Record du monde du 5 000 mètres depuis le 31 mai 2004 et du Record du monde du 10 000 mètres depuis le 8 juin 2004.
  - Chris Cusiter, joueur de rugby écossais. (70 sélections en équipe nationale).
- 1983 :
  - Ole Avei, joueur de rugby samoan. (24 sélections en équipe nationale).
  - Jérémy Blayac, footballeur français.
  - Jason Spezza, hockeyeur sur glace canadien. Champion du monde de hockey sur glace 2015.
- 1985 :
  - Filipe Albuquerque, pilote de courses automobile d'endurance portugais.
  - Gaz Choudhry, basketteur en fauteuil roulant britannique. Champion d'Europe de basket-ball en fauteuil roulant 2011, 2013 et 2015.
  - Albert Timmer, cycliste sur route néerlandais.
- 1986 :
  - Eros Capecchi, cycliste sur route italien.
  - Keisuke Honda, footballeur japonais. Champion d'Asie de football 2011. (89 sélections en équipe nationale).
- 1987 :
  - Marcin Lewandowski, athlète de demi-fond polonais. Champion d'Europe d'athlétisme du 800m 2010, médaillé d'argent du 800m à ceux de 2016 puis du 1 500m à ceux de 2018.
- 1988 :
  - Juliette Watine, basketteuse en fauteuil roulant française.
- 1989 :
  - Coline Aumard, joueuse de squash française.
  - James Calado, pilote de courses automobile d'endurance britannique.
  - Ryan McDonagh, hockeyeur sur glace américain.
  - Kévin Perrot, footballeur français.
  - Hassan Whiteside, basketteur américain.
- 1990 :
  - John Boudebza, joueur de rugby à XIII français. (6 sélections en équipe de France).
  - Ed Daniel, basketteur américain.
  - Olivier Lannoy, volleyeur français.
- 1991 :
  - Diego Rubio Hernández, cycliste sur route espagnol.
  - Eduardo Sepúlveda, cycliste sur route argentin.
- 1992 :
  - Semi Radradra, joueur de rugby à sept, à XIII puis à XV fidjien et australien. (15 sélections avec l'Équipe des Fidji de rugby à sept, 3 sélections avec l'Équipe des Fidji de rugby à XIII, 1 avec celle d'Australie et 3  sélections avec l'Équipe des Fidji de rugby à XV).
- 1993 :
  - Thomas Partey, footballeur ghanéen. (4 sélections en équipe nationale).
  - Denis Ten, patineur artistique individuel kazakh. Médaillé de bronze en individuel aux Jeux de Sotchi 2014.
  - Max Walscheid, cycliste sur route allemand.
- 1994 :
  - Guy-Elphège Anouman, athlète de sprint français.
- 1995 :
  - Petra Vlhová, skieuse alpine slovaque.
- 1996 :
  - Kingsley Coman, footballeur français. (11 sélections en équipe de France).
- 1998 :
  - Karol Fila, footballeur polonais.
  - Dominik Janošek, footballeur tchèque.
- 1999 :
  - Tedo Abzhandadze, joueur de rugby à XV géorgien. (9 sélections en équipe nationale).
- 2000 :
  - Jalen Lecque, basketteur américain.

### XXIesiècle
- 2001 :
  - Bowen Byram, hockeyeur sur glace canadien.
- 2004 :
  - Silas Andersen, footballeur danois.

## Décès

### XXesièclede1901à1950
- 1930 :
  - Torjus Hemmestveit, 69 ans, skieur de nordique norvégien et américain. (° 13 novembre 1860).
- 1933 :
  - Justinien Clary, 73 ans, tireur puis dirigeant sportif et avocat français. Médaillé de bronze de la fosse olympique aux Jeux de Paris 1900. Président du COF de 1913 à 1933 et membre du CIO. (° 20 avril 1860).
- 1945 :
  - Johan Hübner von Holst, 63 ans, tireur suédois. Médaillé d'argent du 50+100 yd petite carabine par équipes aux Jeux de Londres 1908 puis champion olympique du pistolet à 30 m par équipes et de la petite carabine à 25 m par équipes, médaillé d'argent de la petite carabine à 25 m individuel puis médaillé de bronze du pistolet tir rapide à 25 m individuel aux Jeux de Stockholm 1912. (° 22 août 1881).

### XXesièclede1951à2000
- 1952 :
  - Clarence Gamble, 70 ans, joueur de tennis américain. Médaillé de bronze du double aux Jeux de Saint-Louis 1904. (° 16 août 1881).
- 1957 :
  - Irving Baxter, 81 ans, athlète des sauts américain. Champion olympique de la hauteur et de la perche puis médaillé d'argent de la longueur sans élan du triple saut sans élan et de la hauteur sans élan aux Jeux de Paris 1900. (° 25 mars 1876).
  - Carl Bonde, 85 ans, cavalier de dressage suédois. Champion olympique aux Jeux de Stockholm 1912 et médaillé d'argent par équipes aux Jeux d’Amsterdam 1928. (° 28 avril 1872).
- 1960 :
  - Kenneth McArthur, 79 ans, athlète de fond sud-africain. Champion olympique du marathon aux Jeux de Stockholm 1912. (° 10 février 1881).
- 1976 :
  - Joseph Koetz, 79 ans, footballeur luxembourgeois. (11 sélections en équipe nationale). (° 29 mai 1897).
- 1981 :
  - Jean-Louis Lafosse, 40 ans, pilote de course automobile d'endurance français. (° 15 mars 1941).
- 1982 :
  - Riccardo Paletti, 23 ans, pilote de F1 italien. (° 15 juin 1958).
- 1993 :
  - Ewald Dytko, 78 ans, footballeur puis entraîneur polonais. (22 sélections en équipe nationale). (° 18 octobre 1914).
- 1998 :
  - Birger Ruud, 86 ans, sauteur à ski et skieur alpin norvégien. Champion olympique de saut à ski aux Jeux de Lake Placid 1932 et aux Jeux de Garmisch-Partenkirchen 1936 puis médaillé d'argent aux jeux de Saint-Moritz 1948. Champion du monde de saut à ski 1931, 1935 et 1937. (° 23 août 1911).
  - Fernand Sastre, 74 ans, dirigeant de football français. Président de la FFF de 1972 à 1984. (° 1er octobre 1923).
  - Éric Tabarly, 66 ans, navigateur français. Vainqueur des Transat anglaise 1964 et 1976. (° 24 juillet 1931).

### XXIesiècle
- 2001 :
  - Luise Krüger, 86 ans, athlète de lancers allemande. Médaillée d'argent du javelot aux Jeux de Berlin 1936. (° 11 janvier 1915).
- 2007 :
  - Claude Netter, 82 ans, fleurettiste français. Champion olympique par équipes aux Jeux d'Helsinki 1952 et médaillé d'argent par équipes aux Jeux de Melbourne 1956. Champion du monde d'escrime du fleuret par équipes 1951, 1953 et 1958. (° 24 octobre 1924).
- 2011 :
  - René Brejassou, 81 ans, joueur de rugby français. (15 sélections en équipe de France). (° 12 août 1929).
- 2014 :
  - Gyula Grosics, 88 ans, footballeur hongrois. Champion olympique aux Jeux d'Helsinki 1952. (86 sélections en équipe nationale). (° 4 février 1926).